# Seul dans Paris
Pour plus de détails, voir Fiche technique et Distribution.
Seul dans Paris est un film français réalisé par Hervé Bromberger et sorti en 1951.

## Synopsis
Henri et Jeannette Milliard, deux jeunes paysans, viennent passer leur voyage de noces à Paris. Le soir de leur arrivée, ils veulent prendre le métro. Un portillon automatique et la foule des usagers séparent les jeunes gens. Affolé, Henri va chercher Jeannette dans un Paris à la veille de la fête du 14 juillet. Après diverses aventures, il la retrouvera, le lendemain matin, à l'hôtel où ils devaient descendre. Jeannette ne sera plus tout à fait la même, une brève aventure due à son inexpérience l'ayant transformée. Effondré, Henri pardonnera et le couple se reformera plus uni que jamais.

## Fiche technique
- Titre : Seul dans Paris
- Réalisation : Hervé Bromberger
- Scénario : Alex Joffé
- Adaptation : Alex Joffé, Hervé Bromberger, Jacques Berland
- Dialogues : Alex Joffé, Jacques Berland
- Photographie : Jacques Mercanton
- Montage : André Gaudier
- Musique : Raymond Legrand
- Affiches : Yves Corbassière, Duccio Marvasi (France)
- Décors : Eugène Delfau
- Son : Marcel Roine
- Maquillage : Paul Ralph, assisté de Yvette Dicop
- Photographe de plateau : Roger Corbeau
- Script-girl : Andrée Ruze
- Directeur de production : Jean Martinetti
- Régisseur : Marcel Bryau
- Société de production : S.N Films Pagnol, Eminente Films
- Société de distribution : Gaumont
- Pays de production : France
- Langue : Français
- Tournage : du 25 juin au 25 août 1951
- Format : Noir et blanc — 35 mm — 1,37:1 — Son : Mono
- Genre : Comédie dramatique
- Durée : 95 minutes
- Date de sortie :
  - France : 28 novembre 1951

## Distribution
- Bourvil : Henri Milliard, le jeune marié campagnard
- Magali Noël : Jeannette Milliard, la jeune mariée
- Denise Kerny : L'institutrice
- Germaine Reuver : Mathilde
- Jeanne Véniat : Mélanie Milliard, la mère
- Claire Olivier : Mme Amélie Bouqueret
- Yvette Étiévant : Germaine
- Georgette Anys : La dame du métro
- Germaine Stainval : La dame de la Tour Eiffel
- Jean Dunot : Auguste Duvernet
- Camille Guérini : Ernest Milliard, le père
- Georges Baconnet : Mr François Bouqueret
- Albert Rémy : Arthur, le garçon de café
- Léonce Corne : Le cafetier du "Bon accueil"
- Christian Lude : Le commissaire
- Albert Michel : Le premier employé
- François Joux : Le second employé
- Max Révol : L'homme de la consigne
- Roger Hanin : Un consommateur à la terrasse d'un café
- Pauléon : L'homme du métro
- Grégoire Gromoff : Le client de l'hôtel
- Jacques Marin : Un homme du village
- Marcel Méral : Le monsieur du commissariat
- Max Dejean : L'employé du métro
- Alain Bouvette : Raymond Francky
- Marguerite de Morlaye
- Sylvie Serliac
- Léo Campion
- André Dalibert
- Pierre Cadot
- Madeleine Silvain
- Marcelle Fery
- Josée Ariel
- Jean-Paul Coquelin
- Mathillon
- Édouard Rousseau
- Max Amyl
- Davia